# 452
452（四百五十二、よんひゃくごじゅうに） は自然数、また整数において、 451 の後で 453 の前の数である。

## 性質
- 452 は合成数であり、約数は1, 2, 4, 113, 226, 452である。
- 452 = 22 × 113
  - 2つの異なる素因数の積で p2 × q の形で表せる55番目の数である。1つ前は436、次は475。(オンライン整数列大辞典の数列 A054753)
- 452 = 4 × 112 － 3 × 11 + 1
  - n = 11 のときの 4n2 － 3n + 1 の値とみたとき1つ前は371、次は541。
- 452 = 8 × 7 × 8 + 4
  - n = 7 のときの 8n(n + 1) + 4 の値とみたとき1つ前は340、次は580。
- 45216 + 1 = 3035393200778308596786237945217028127195137 であり、n16 + 1 の形で素数を生む21番目の数である。1つ前は396、次は456。(オンライン整数列大辞典の数列 A006313)
- π(3200) = 452 (ただしπ(x)は素数計数関数)
  - 3200 までの素数は452個ある。1つ前の 3100 までは442個、次の 3300 までは463個。(オンライン整数列大辞典の数列 A028505)